# Viru Keskus
Viru Keskus är ett köpcentrum i Tallinn i Estland, som invigdes 2004.
Viru Keskus byggdes på en öppen plats, som tidigare använts som parkeringsplats och uppställningsplats för taxibilar och bussar. Under centrumet ligger idag Viru Keskus bussterminal, som ägs av Tallinn Transport Department. Viru Keskus förvaltas av Viru Keskus AS.
Utanför Viru Keskus står den fem meter höga skulpturen Skymning av Mare Mikoff. Arkitektens avsikt var att balansera den "maskulina arkitekturen" i köpcentret med en skulptur av en naken kvinna.

## Bildgalleri

Viru Keskus, 2015
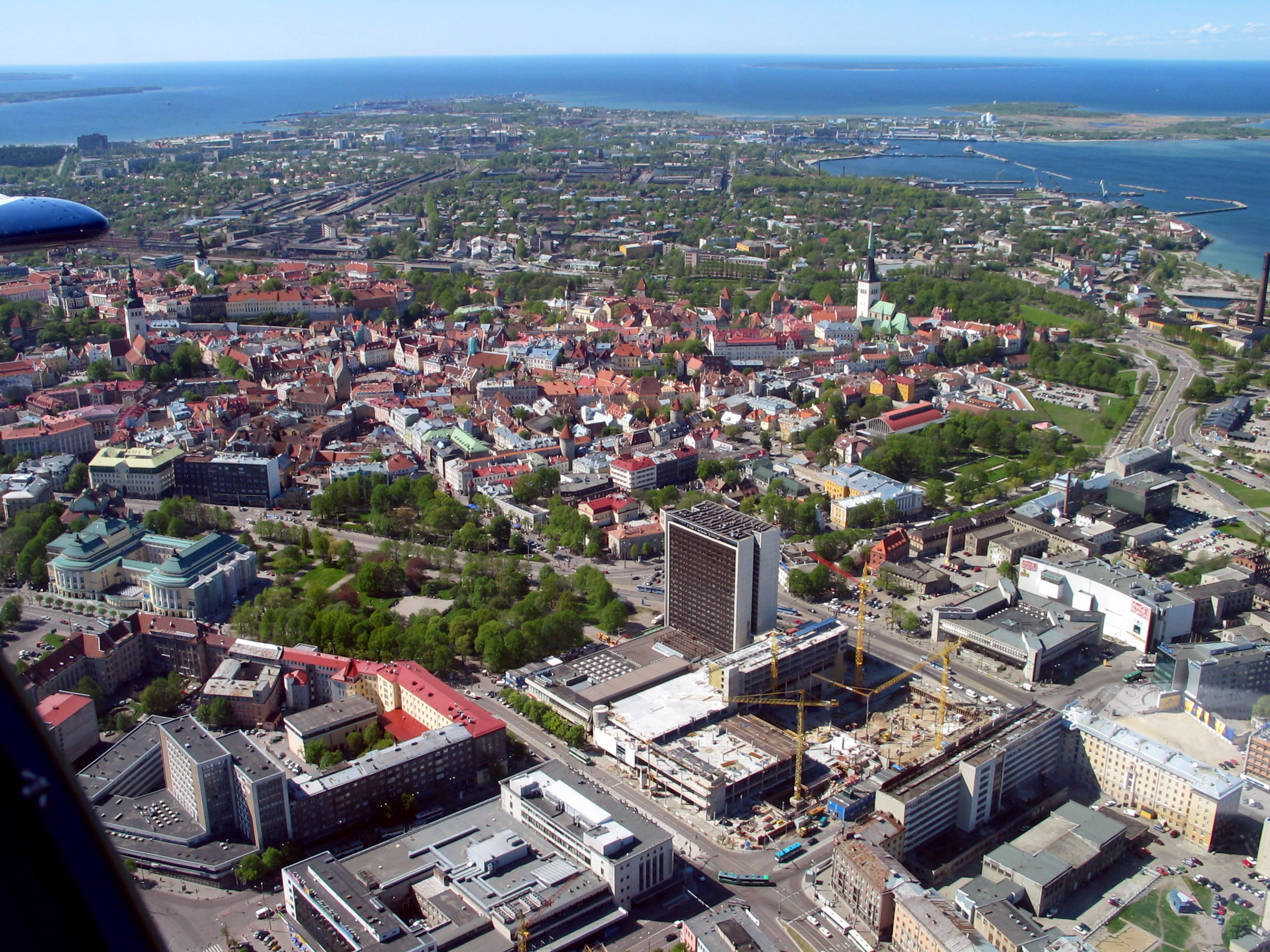
Viru Keskus under uppförande, 2003
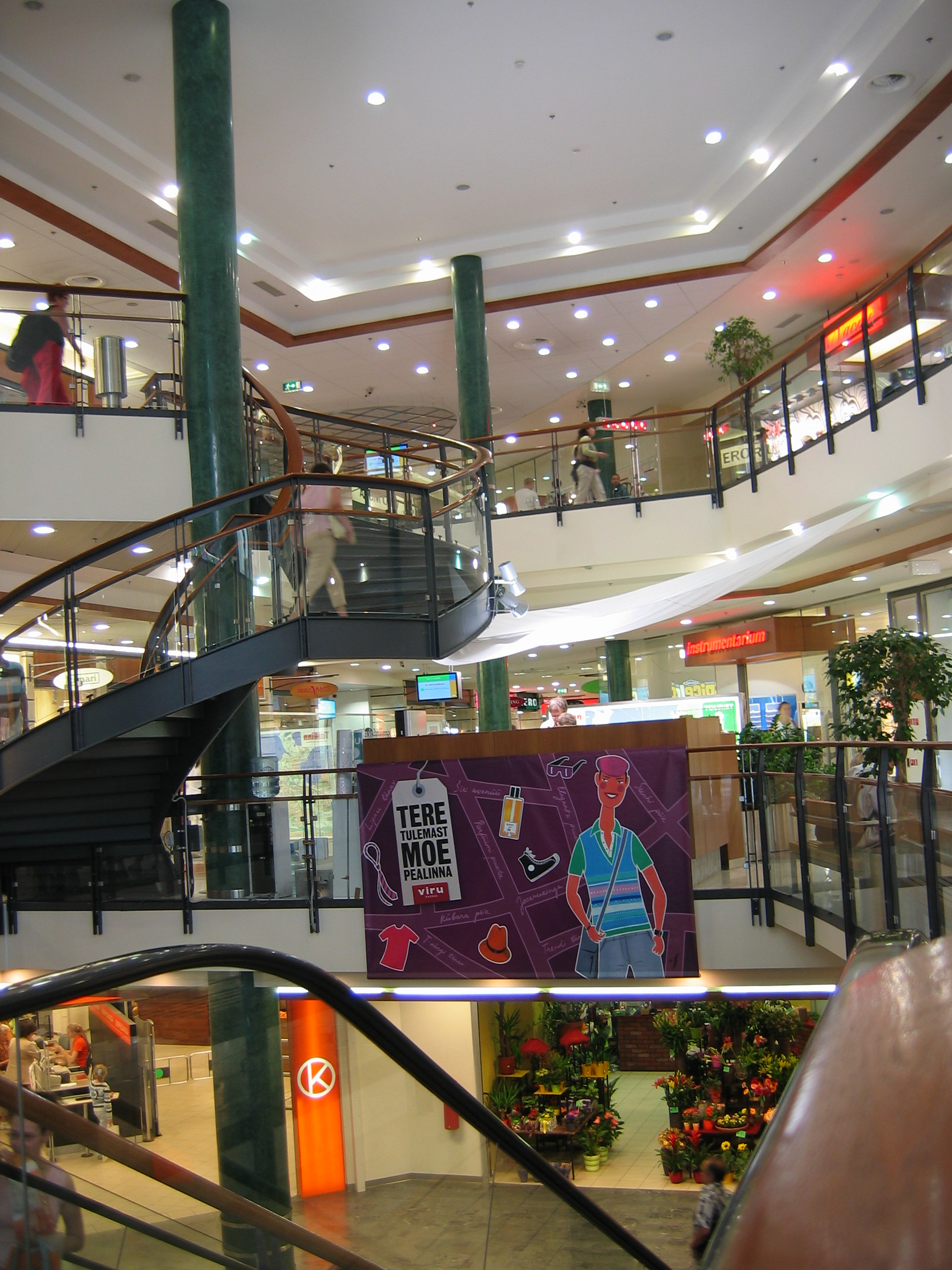
Interiör